# 프로오르니스

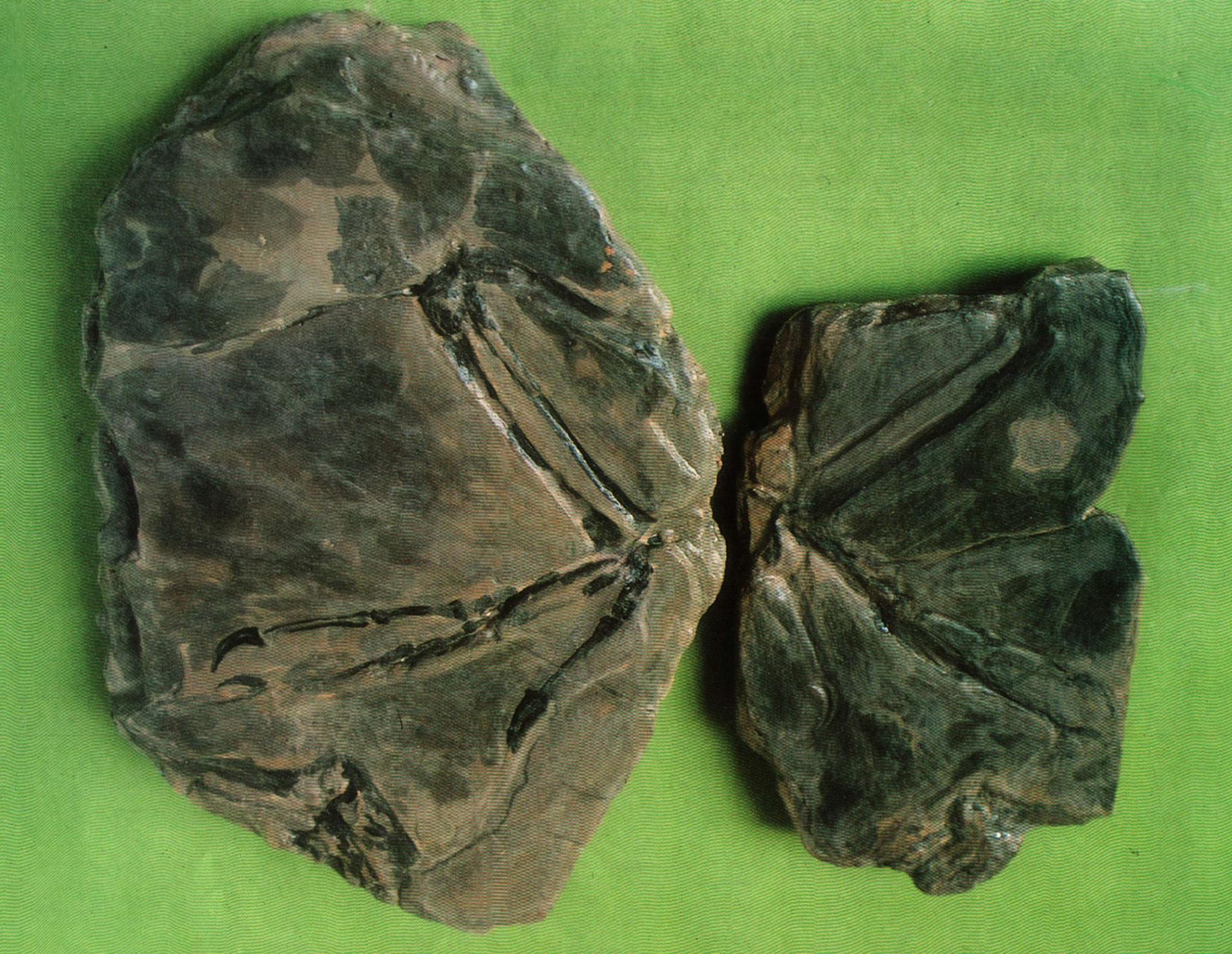
유일하게 발견된 조선시조새 Proornis coreae Lim. 의 화석. 현재 김일성종합대학 자연박물관에 소장중.

프로오르니스(Proornis)는 백악기 전기 (바렘절,130-125 ma)의 지층인 신의주통에서 나온 멸종된 시조새의 종류이다. 공식적으로 이를 연구한 논문이 조선민주주의인민공화국에서 발표되지 않았기 때문에(발견 발표는 잡지로 이루어짐) 흔히 무자격명(nomen nudum)으로 간주되고 있다. 단일 종인 Proornis coreae Lim이 알려져 있다.
화석은 신의주시 백토동에서 1989년 3월 발견되었는데, 당시 발견자는 백토고등중학교의 한 학생이었다. 이 시조새화석은 1993년 김일성에 의해 조선시조새로 이름붙여졌다. 현재 김일성종합대학 자연사박물관에서 소장중이다. 그 구성은 파괴된 두개골, 몇 개의 경추, 그리고 앞날개이다. Confuciusornis와 같은 특징으로는 장골보다 짧은 손가락뼈가 있는데, 이는 Archaeopteryx 와는 다르다(Lee et al. 2001). 

## 참고 문헌
- Lee,Yuong-Nam; Yu,Kang-Min & Wood,Craig B.(2001): A review of vertebrate faunas from the Gyeongsang Supergroup (Cretaceous) in South Korea. Palaeogeography, Palaeoclimatology, Palaeoecology 165(3): 357-373. doi:10.1016/S0031-0182(00)00171-1
- Paek,I.S.& Kim,Y.N.(1996): Mesozoic era. In: Paek, R.J. (ed.): Geology of Korea. Foreign Languages Books Publishing House, Pyongyang, DPRK.